# 張統 (前燕)
張 統（ちょう とう、生没年不詳）は、五胡十六国時代の前燕の人物。遼東郡の出身。三国時代における魏の張遼の孫にあたる。

## 生涯
313年、張統は楽浪・帯方の二郡に拠って高句麗と連年戦いを繰り返していた。楽浪の人の王遵が張統を説き伏せ、率いていた千余家とともに鮮卑慕容部の大人慕容廆に帰順した。慕容廆は「楽浪郡」を「僑置」し、張統を楽浪郡太守、王遵を参軍に任じた。
将軍に任じられた。
319年12月、高句麗の将の如奴子が河城へ拠った。慕容廆は張統を遣わして、如奴子を急襲させた。勝った張統は如奴子を捕らえ、千余家の人々を連れ帰る戦果を挙げた。
これ以後の事績は、史書に記されていない。